# Planchonella myrsinifolia
Planchonella myrsinifolia là một loài thực vật có hoa trong họ Hồng xiêm. Loài này được (F.Muell.) Swenson, Bartish & Munzinger mô tả khoa học đầu tiên năm 2007.